# Russisch kampioenschap waterpolo dames
Het Russisch kampioenschap waterpolo is de hoogste competitie voor waterpolo in Rusland voor Dames. De organisatie is in handen van de Russische Zwembond. Van het seizoen 2001-2002 tot en met het seizoen 2003-2004 was er een open kampioenschap waarbij teams uit andere landen konden deelnemen.

## Russische landskampioenen Dames
| Seizoen   | Club               |
| --------- | ------------------ |
| 1992–1993 | Skif MFP Moscou    |
| 1993–1994 | Skif MFP Moscou    |
| 1994–1995 | Skif MFP Moscou    |
| 1995–1996 | Skif MFP Moscou    |
| 1996–1997 | Skif MFP Moscou    |
| 1997–1998 | Skif MFP Moscou    |
| 1998–1999 | Uralochka Zlatoust |
| 1999–2000 | Uralochka Zlatoust |
| 2000–2001 | Uralochka Zlatoust |
| 2001–2002 | Uralochka Zlatoust |
| 2002–2003 | Kinef Kirichi      |
| 2003–2004 | Kinef Kirichi      |
| 2004–2005 | Kinef Kirichi      |
| 2005–2006 | Kinef Kirichi      |
| 2006–2007 | Kinef Kirichi      |
| 2007–2008 | Kinef Kirichi      |
| 2008–2009 | Kinef Kirichi      |
| 2009–2010 | Kinef Kirichi      |
| 2010–2011 | Kinef Kirichi      |
| 2011–2012 | Kinef Kirichi      |
| 2012–2013 | Kinef Kirichi      |
| 2013–2014 | Kinef Kirichi      |
| 2014–2015 | Kinef Kirichi      |

### Meeste titels per club
| Club               | Aantal | Jaartallen                                                                   |
| ------------------ | ------ | ---------------------------------------------------------------------------- |
| Kinef Kirichi      | 13     | 2003, 2004, 2005, 2006, 2007, 2008, 2009, 2010, 2011, 2012, 2013, 2014, 2015 |
| Skif MFP Moscou    | 6      | 1993, 1994, 1995, 1996, 1997, 1998                                           |
| Uralochka Zlatoust | 4      | 1999, 2000, 2001, 2002                                                       |